# Ruth Marlene
Rute Marlene Pereira Alves (Barreiro, Barreiro, 19 de Março de 1978), conhecida artisticamente como Ruth Marlene, é uma cantora portuguesa de música ligeira estrela do panorama da música popular.

## Biografia
A primeira vez que se apresentou foi a tocar piano, Ruth e o seu irmão Ivo desde sempre inseparáveis até no seu primeiro espetáculo: com oito anos começou a dar espetáculos com ele.
A partir dos 10 anos, sempre acompanhada pelo irmão, já desperto para a música e que a ajudou em fazer dos seus primeiros passos momentos de firmeza e confiança, atuavam nas festas do Lavradio, apresentava-se ao público sempre divertida e com destaque e originalidade, assim como também faziam nas rádios locais. Na mesma altura participam no concurso da rádio local (Baixa da Banheira), Ivo tocava e Ruth cantava e assim conquistaram o 1.º lugar. 
Os seus primeiros discos foram "A Paz é Sempre bem-vinda" (1990) produzido por José Crispim, e o single "Baby Love Goodbye".
Em 1992 gravou o álbum "Espero O Amor"  para a editora Discossete.
Muda para a editora Sucesso onde lança o álbum "Beijo de Verão" em 1994. Recebe disco de prata no programa de Olga Cardoso “TV Shop”.
Em 1995 obteve o primeiro grande sucesso com "Só à Estalada", registo que vendeu mais de 40 mil cópias tendo obtido um disco de ouro, à posterior outros de platinas. Lança entretanto "A Moda do Pisca Pisca", tornando-se um êxito estrondoso e marcou definitivamente o estilo que caracteriza a sua obra, ficando 50 semanas no Top de 1.º lugar de vendas nacional. Fez - se história na sua carreira atingindo o pico de tripla platina com mais de 100.000 discos vendidos. Somando discos de platina na sua carreira durante 10 anos consecutivos. Tornou-se assim presença certa em programas de televisão e fez-se nome grande da música ligeira popular portuguesa. Passando assim a ser tratada por muitos como a “Princesa da música ligeira" e por a “Madonna Tuga”. Em 1998 lança o disco "Tu És demais" conquistando Disco de Ouro. Tornando - se uma das artistas que mais concertos dá em Portugal. Sem conseguir dar resposta a dezenas de concertos, passa a deslocar - se de helicóptero norte a sul e assim conseguir dar resposta a todas as solicitações. 
Muda-se para a editora Strauss onde lança os álbuns "Cola-Cola e "Coração, Coração Sem Dono” novamente grandes sucessos platinas. No álbum "Coração, Coração Sem Dono” o apresentador Carlos Ribeiro conduzia o programa "Made in Portugal" e transcreve dedicatória nesse álbum comovendo a artista:
É curto, muito curto mesmo dizer só isso. Uma das princesas da música ligeira portuguesa volta às primeiras linhas da nossa canção. Pela mão de quem sabe, pela voz que tem, pelo êxito e reconhecimento que merece.
Não quero aqui distinguir canções. Deixo isso ao vosso cuidado. Quero aqui, isso sim, distinguir a Ruth e toda a equipa que com ela trabalhou. Porque os acordes simples e eficazes estão lá, o talento e bom gosto também transparecem. A suavidade, a doçura, a energia e o encanto da sua voz estão em cada canção.
Ruth Marlene cresceu. Ela ganhou com isso, o seu público também. Ela vai voltar a surpreender que a conhece e conquistar quem a descobre. Valeu a pena exigir mais da artista. Ela correspondeu. O público vai confirmar. 
 Parabéns Ruth
 CARLOS RIBEIRO"
A marcar pela sensualidade, roupas extravagantes e diferentes, pela simpatia e coreografia em 2000 bate novamente record na sua carreira e atinge dupla platina no álbum “Sonhar - as melhores baladas”. 
Em 2001 pela editora Espacial, lança o disco "Quanto Mais Melhor".
Em 2002 Ruth Marlene depois de muita insistência da produtora, aceita e participa na segunda edição do Big Brother Famosos da TVI uma das favoritas à vitória obtém o 2.º lugar, com o maior cachet de sempre da história de Realitys Shows em Portugal.
"Sexy" foi o segundo disco para a Espacial. O disco é composto por 11 temas cheios de alegria e energia. "Coisinha sexy" é um dos temas em maior destaque em vários rádios e televisões do país. Outro dos temas do disco é "Truka Truka". Este disco contou com a participação da sua irmã, Jessica, no tema "Amor de irmãs".
Na mesma altura, a artista é convidada para a VII Edição dos Reis da Canção. 
Em 2005 aceita o desafio e participa no Reality Show da TVI 1.ª Companhia, atingindo o 2.º lugar. No mesmo ano obtém novo sucesso com o disco "Show de Bola" o tema com alusão ao amigo brasileiro Alexandre Frota.
Em Setembro de 2007 a artista atua numa das melhores discotecas portuguesas de França “Lua Vista”. 
Numa carreira repleta de platinas, em 2009 assinala o feito e une todos os temas de 15 anos a fazer sucesso e lança a compilação “O melhor de Ruth Marlene”. 
Em 2016, lança videoclip do tema "Só por ti" onde apresenta as suas duas filhas.
Em Setembro de 2017 é convidada para abrilhantar a festa de aniversário de Cristina Ferreira a apresentadora cumpriu 40 anos ao som de Ruth Marlene.
Entretanto lança o single/videoclipe “La fiesta” fora do seu registo normal a que o público está habituado, cheio de ousadia e despido de preconceitos.
A 26 de Abril de 2021 é lançado o tema da artista "Tu queres é festa" como tema do genérico da novela da TVI "Festa é festa" contando já com 6 temporadas.

## Vida pessoal
Foi casada de Dezembro de 2006 a Junho de 2008. 
Fez capa da revista FHM de Agosto de 2008.
Em Janeiro de 2010 juntamente com a irmã Jéssica, posou nua para a edição portuguesa da Playboy.
É mãe de duas filhas, Morgana e Luna.

## Polémicas
Ruth Marlene é uma das cantoras portuguesas mais polémicas.
- Desde 1995 as roupas exuberantes chamavam atenção de todos gerando controvérsias. Em entrevista afirma que a sua imagem no dia - a - dia é diferente, a intérprete julga que a sua imagem em palco não é exagerada, as roupas não são provocantes, são "fofinhas e identificam - se com bonecas. Daí que a maior parte das admiradoras sejam crianças que muitas vezes a chamassem de "Barbie". Uma paixão incontornável no seu guarda - roupa são as rendas, a sua imagem de marca, revela, realçando que não mostra nada que as outras raparigas não mostrem na rua.
- Assustada com a perseguição dos fãs, e assédio de alguns desde então é acompanhada por seguranças.
- Em 2002 prestes a entrar no Big Brother Famosos Ruth em declarações à imprensa afirma “Se não aguentar, abro a porta e saio disparada”.
- Nas relações amorosas a artista menciona na imprensa: “nunca sou uma segunda hipótese, sou sempre a primeira”.
- Ruth furiosa com notícias caluniosas de especulação da imprensa, num comunicado enviado gera polémica e responde “é triste que calúnias perversas e injuriosas se tornem facilmente em verdades incontestadas” , no mesmo comunicado Ruth bate na imprensa “se calhar a culpa é minha, porque a minha cara vende. Mas, sobretudo, porque durante todos estes anos tenho lido coisas a meu respeito que de verdade não têm e tenho ficado calada, como tantas figuras públicas fazem.”
- Saída do Reality Show 1.ª Companhia, perseguida pela imprensa davam tema a possível romance com o brasileiro Alexandre Frota.  Desde então a artista evitou a imprensa, longe dos holofotes lançam polémica devido às festas de diversão noturna na sua casa, com indiferença ao que publicam Ruth prossegue sem prestar quaisquer declarações.
- Foi casada de Dezembro de 2006 a Junho de 2008, casamento que gerou polémica acerca da discórdia da família e mais próximos, o tema virou capa de revistas todas as semanas muita especulação, com declarações de ambas as partes.
- Em 2007 É notícia, a cantora sofre um acidente de viação, na Estrada Nacional 379-2 ao volante do seu Mercedes CLK, despista-se, embate numa viatura em sentido contrário e cai numa vala. Felizmente sofre ferimentos ligeiros. Submete-se a teste de álcool que dá negativo. Artista e família não ganharam para o susto.
- Em 2009 Ruth é “apanhada” pela imprensa numa festa privada em Cascais, numa das mais exclusivas festas do país com a presença de diversas figuras públicas nomeadamente de Cristiano Ronaldo.
- Em 2010 é noticia na imprensa a amizade entre a artista e o ator americano Stephen Dorff, no ano anterior conheceram - se no aeroporto Frankfurt am Mai, e não mais largaram contacto.
- Em 2013 anuncia a sua 1.ª gravidez no programa A Tua Cara Não Me é Estranha, desde então a imprensa não mais largou, ao encontro do possível pai.
- Em Fevereiro de 2014 em debate quinzenal no Parlamento o deputado Hugo Soares protagoniza momento caricato e afirma que "Este pisca-pisca faz de José Seguro a Ruth Marlene da política", Isto porque, defendeu o líder da juventude 'laranja', essa iniciativa pressionaria o PS "a sair da sua zona de conforto" e a afirmar "aquilo que quer fazer", vincando que o secretário-geral socialista ora pisca o olho à esquerda ao defender eleições antecipadas, ora o faz ao chegar a entendimento com a maioria para a reforma do IRC. Causando polémica política e à posterior comentário do ex - Primeiro Ministro José Sócrates.
- Em Dezembro de 2014 novamente um momento insólito acontece na política portuguesa, CDS recorre à cantora Ruth Marlene para caraterizar o PS como um partido "pisca pisca". Pela parte do CDS, a deputada Cecília Meireles recorreu a um êxito musical de Ruth Marlene e acusou o PS de ser o partido "do pisca pisca", procurando agradar simultaneamente aos "radicais de esquerda que defendem o não pagamento da dívida e aos setores mais responsáveis do país".
- Em 2015 Ruth Marlene recorre a produção independente de inseminação artifical clinica em Espanha e assim nasce a 2.ª filha Luna.
- No verão de 2017 Ruth causa polémica ao fazer sessão de autógrafos no final de um espetáculo numa sacristia. O momento é partilhado com algum humor.

## Discografia
- A Paz é Sempre bem-vinda (1990)
- Baby Love Goodbye/Não Venhas Chorar Para Mim (Single, Ovação) OV-N045 (10.000 - Disco de prata)
- Espero O Amor (LP, Discossete, 1992)
- Beijo de Verão (CD, Sucesso, 1994) (10.000 - Disco de prata)
- Só à Estalada (CD, Sucesso, 1995)- 3x Platina (125.000)
- A Moda do Pisca Pisca (CD, Sucesso, 1997)- 3x Platina (+ 100.000)
- Tu És demais (CD, Sucesso, 1998)- Disco D’ouro (40.000)
- Cola-Cola (CD, Strauss, 1998) - 1x Platina (60.000)
- Coração, Coração Sem Dono (CD, Strauss, 1999)- 1x Platina (70.000)
- Sonhar - as melhores baladas (Compilação, Sucesso, 2000)- 2x Platina (+ 80.000)
- O Melhor de (Compilação, Sucesso, 2001)- 1x Platina (60.000)
- Quanto Mais Melhor (Odisseia Espacial, 2001) - Disco de Prata (10.000)
- Sexy (CD, Espacial, 2003)- (1x Platina) (+ 65.000)
- Show de Bola (CD, Espacial, 2005)
- Rebelde (CD, Espacial, 2007)
- O Melhor de Ruth Marlene (CD, Espacial, 2009)
- Tu queres é facebook (CD, Espacial, 2013)
- Money, money (CD, Espacial, 2016)
- Playlist, As Melhores ( CD, Espacial, 2021)

## Televisão
- 2002 - Participante no reality show Big Brother Famosos (2ªEdição) [2º lugar]
- 2005 - Participante no reality show 1ª Companhia (2ªEdição) [2º lugar]
- 2013 - Concorrente no concurso A Tua Cara Não Me É Estranha (3ªEdição)